# سبائك الأنابيب

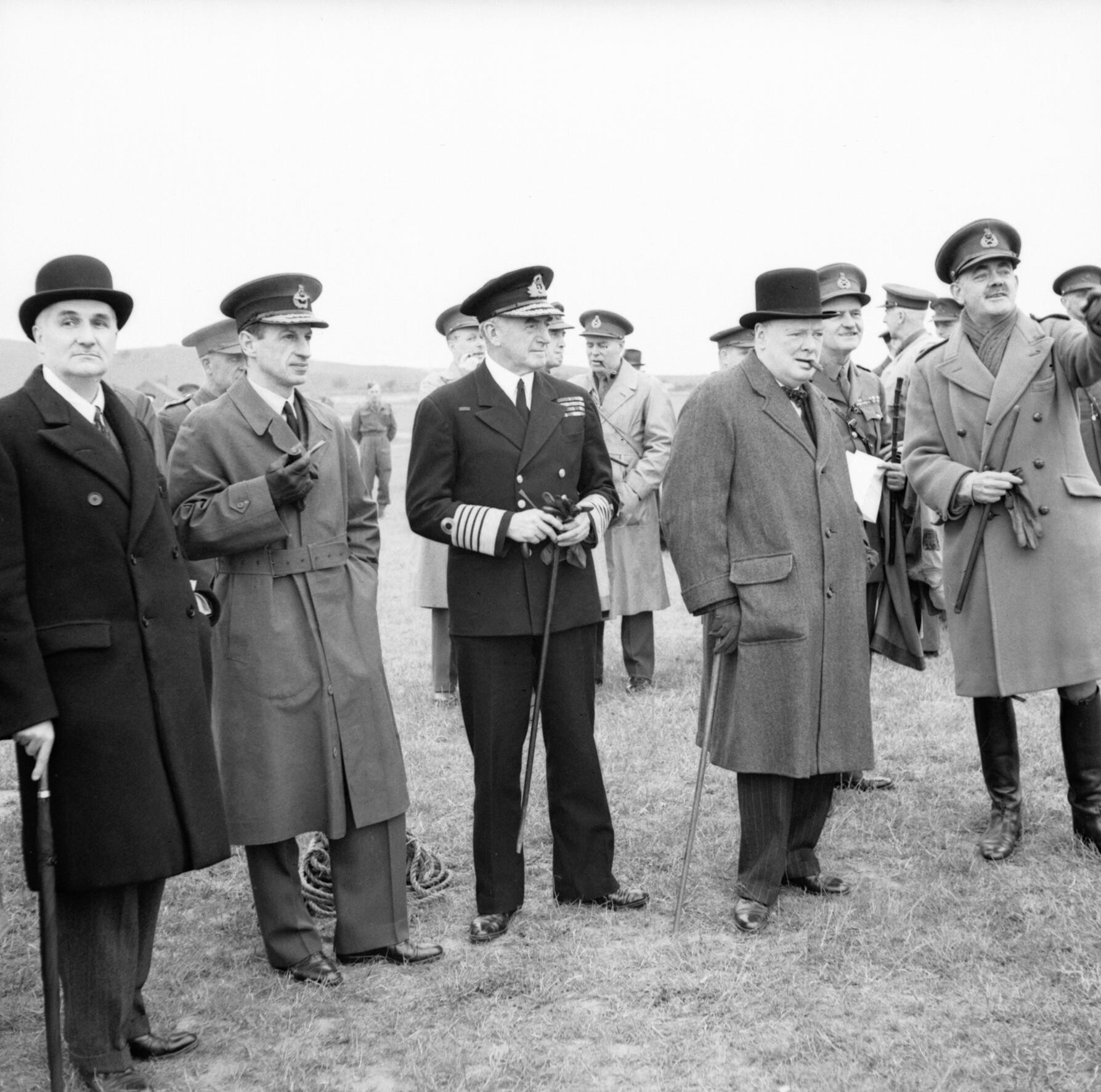
صورة جماعية لفريدريك ليندمان لورد تشيرويل المستشار العلمي لرئيس الوزراء وقائد القوات الجوية المارشال السير تشارلز بورتال وقائد الأسطول السير دادلي باوند وونستون تشرشل في يونيو 1941.

سبائك الأنابيب هو الاسم الحركي لمشروع بحث وتطوير سري، أطلقته المملكة المتحدة، بمشاركة من كندا، لتطوير سلاح نووي خلال الحرب العالمية الثانية. بدأ هذا المشروع قبل مشروع مانهاتن في الولايات المتحدة، وظل يشار إليه بهذا الاسم الرمزي حتى داخل أعلى دوائر الحكومة. أدرك البريطانيون احتمالية إنتاج الأسلحة النووية في وقت مبكر من الحرب. وفي جامعة برمنغهام، كتب رودولف بيرلز وأوتو فريش مذكرة مشتركة وضّحا أن كتلة صغيرة من يورانيوم-235 الخالص يمكن استخدامها لإنتاج تفاعل متسلسل في قنبلة تعادل قوتها آلاف الأطنان من مادة TNT المتفجرة. استجابت الحكومة البريطانية للمذكرة، وشكّلت لجنة مود التي دعت لبذل جهود شاملة لتطوير أسلحة نووية. أشرف والاس أكرز على المشروع، واختار له اسم «سبائك الأنابيب» للتضليل. وأصبح مشروعه جزء من قسم البحوث العلمية والصناعية في المملكة المتحدة.
يعد برنامج سبائك الأنابيب الذي أطلقته بريطانيا وكندا أول مشروع للأسلحة النووية. ونظرًا لتكلفته المرتفعة، ولكون بريطانيا كانت تخوض الحرب وهي ضمن مرمى قنابل أعدائها، اندمج مشروع سبائك الأنابيب في مشروع مانهاتن. ورغم أن اتفاقية كيبيك مع الولايات المتحدة نصّت على تبادل تقنية الأسلحة النووية، والامتناع عن استخدامها ضد بعضها البعض، أو ضد بلدان أخرى دون موافقة الطرفين، إلا أن تفاصيل المشروع لم تصل كاملة إلى المملكة المتحدة. حصل الاتحاد السوفيتي على معلومات قيمة من خلال جواسيسه الذريين، الذين تسللوا إلى كل من المشاريع البريطانية والأمريكية.
أنهت الولايات المتحدة التعاون في هذا المشروع بعد انتهاء الحرب، مما دفع المملكة المتحدة إلى إعادة إطلاق مشروعها الخاص، فأنشئت منشآت إنتاج الأسلحة، وواصل العلماء البريطانيون عملهم في البرنامج البريطاني المستقل. وفي سنة 1952 م، قامت بريطانيا باختبار نووي تحت الاسم الرمزى «عملية الإعصار». في سنة 1958 م، بعد إعلان بريطانيا عن قنبلة هيدروجينية ذات مرحلتين، وقعت المملكة المتحدة والولايات المتحدة اتفاقية دفاع مشترك أسفرت عن استئناف بريطانيا أعمالها النووية الخاصة مع الولايات المتحدة.

## وصلات خارجية
- "The Quebec Conference: Agreement Relating to Atomic Energy". Yale University. مؤرشف من الأصل في 2019-05-24. اطلع عليه بتاريخ 2017-02-06.
- "Interview with Eileen Doxford, Tube Alloys program lab assistant". Voices of the Manhattan Project. مؤرشف من الأصل في 2017-12-30. اطلع عليه بتاريخ 2017-02-06.
- "Interview with Myfanwy Pritchard-Roberts, Tube Alloys program lab assistant". Voices of the Manhattan Project. مؤرشف من الأصل في 2017-12-30. اطلع عليه بتاريخ 2017-02-06.